# Опасная профессия (фильм, 1949)
«Опасная профессия» (англ. A Dangerous Profession) — американская криминальная драма 1949 режиссёра Теда Тецлаффа. В главных ролях — Джордж Рафт и Элла Рейнс.

## Сюжет
Бывший полицейский Винс Кейн является деловым партнером Джо Фарли. Но он не оставляет и дружеских связей с детективом Ником Феррона. Феррон подозревает в причастности к преступлению брокера Клода Брэкетт. Кейн идет с ним в квартиру Брэкетт. И они встречают его жену Люси, бывшую возлюбленную Винса. Она уверяет, что её муж невиновен и просит, чтобы его выпустили под залог. После внесения незнакомцем необходимой суммы Брэкетт оказывается на свободе и погибает. Кейн, чтобы помочь и успокоить Люси, берется помогать Феррону в расследовании этого дела.

## В ролях
- Джордж Рафт — Винс Кей
- Элла Рейнс — Люси Брэкетт
- Пэт О’Брайен — Джо Фарли
- Билл Уильямс — Клод Брэкетт
- Джим Бакус — лейтенант Ник Феррон / рассказчик
- Роланд Уинтерс — Джерри Маккей
- Джонатан Хейл — Роджер Леннерт, адвокат Люси